# 江釣子車站
江釣子站（日语：／ Ezuriko eki */?）位於岩手縣北上市上江釣子，是東日本旅客鐵道（JR東日本）北上線的車站。

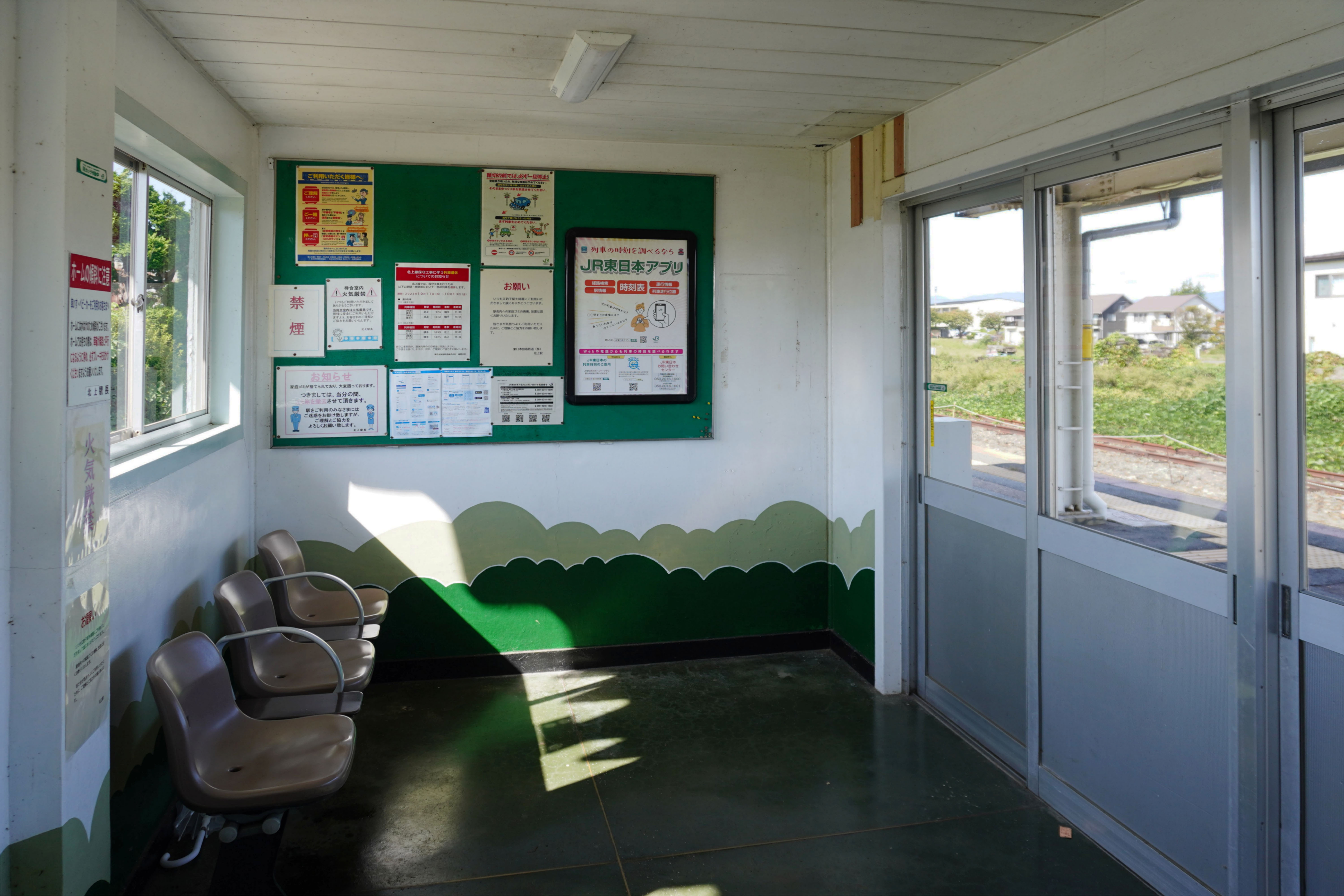
候車室内（2023年10月）

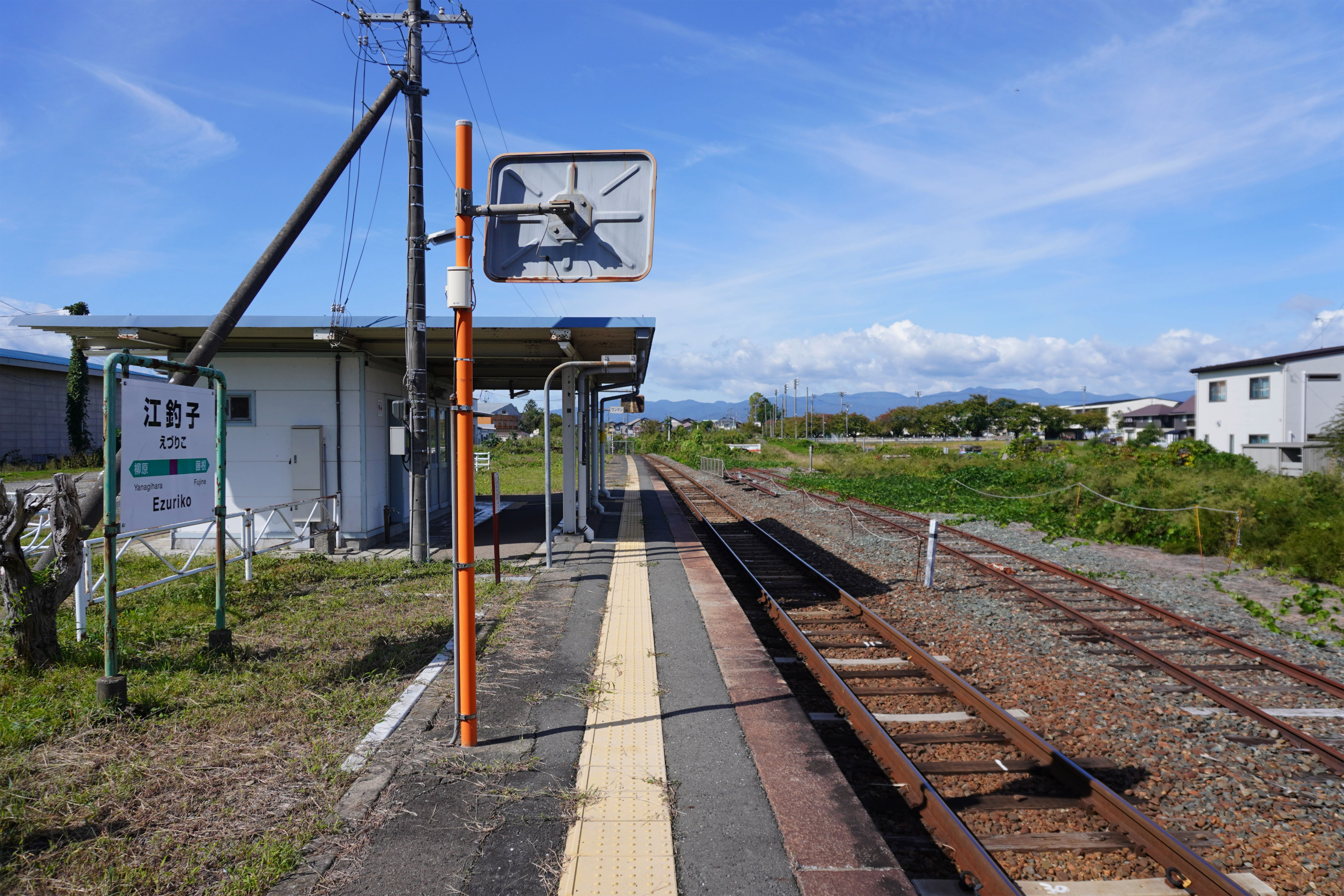
月台（2023年10月）

## 車站構造
岸式月台1面1線的地上站。無人車站，由北上站管理。

## 車站周邊
- 北上市公所江釣子廳舍（原為江釣子村公所）
- 江釣子郵局
- 秋田高速公路
- 江釣子古墳群
- 江釣子民俗資料館
- 縣道122號夏油溫泉江釣子線
- 縣道154號江釣子停車場線
- 縣道225号北上和賀線
- 縣道245號南笹間黑澤尻線
- 國道107號（江釣子繞道）
- 東北高速公路
  - 北上江釣子交流道
- 日立家電直營店（日语：日立チェーンストール） 高昭家電

## 歷史
- 1923年4月15日 開業。
- 1987年（昭和62年）4月1日 - 國鐵分割民營化後成為JR東日本轄下的車站。

## 相鄰車站
東日本旅客鐵道
■北上線（下行只限721D通過此站）
柳原－江釣子－藤根